# Crandola Valsassina
Crandola Valsassina település Olaszországban, Lombardia régióban, Lecco megyében. Lakosainak száma 267 fő (2023. január 1.). Crandola Valsassina Casargo, Cortenova, Primaluna, Margno és Taceno községekkel határos.

## Népesség
A település lakossága az elmúlt években az alábbi módon változott:
| Lakosok száma | 247  | 247  | 267  |
|               | 2017 | 2018 | 2023 |